# 등신불 (소설)
〈등신불〉(等身佛)는 1961년 11월 《사상계》 제101호에 발표한 김동리의 단편 소설이다. 김동리는 1981년 《조선일보》와의 인터뷰에서 "1937년 ~ 1938년 사이에 다솔사에서 한용운과 차담 도중 나누었던 소신공양 이야기를 소재로 하였으며, 작품에 등장하는 내용 및 설정은 모두 허구"라고 밝힌 바 있다.
김동리 작품에 흔히 나타나는 도상학적인 담백한 감각과 치밀한 표현력 및 구성력, 동양 민속 풍의 독특한 낭만과 인간탐구가 제시된다. 한국 문학에서 예를 찾기 힘든 강렬한 자기부정 의식에 대해 다룬 작품으로, 대속(代贖)으로서 자신의 목숨을 부처 앞에 바치고 등신불이 된 인물의 이야기를 담고 있다. 만적 선사(萬寂禪師)는 재물 욕심에 눈이 멀어 전실의 자식을 해치려 한 어머니의 죄로 깊이 앓다가 자신의 몸을 태워 부처에게 바치는 소신공양을 함으로써 그 죄의 벌을 대신 치르며, 부정적인 자신의 근본을 부정하는 엄중한 부정의 정신과 인간적인 고통의 깊이를 인식하는 내면적 갈등이라는 주제를 표현하였다.

## 줄거리
작품 내 주인공 '나'는 일제강점기 학병으로 징집되어 남경으로 끌려갔다가 탈출하여 정원사(靜願寺)라는 절에 몸을 의탁한다. 그 곳에서 금불각(金佛閣)의 등신불을 보게 되는데, 이는 당나라 시대의 승려인 만적 선사(萬寂禪師)가 소신공양을 하고 타다 남은 몸에 금을 입힌 것이었다. 정원사의 원혜대사(圓慧大師)는 '나'에게 등신불의 유래를 이야기해 준다. 소설의 내용은 '나'보다는 만적 선사의 이야기에 중심이 맞추어져 있다.

## 원작으로 한 작품
- 《등신불》, 단막극 드라마, TV 문학관, 1981년 5월 23일 방영
- 《등신불》, 단막극 드라마, HD TV 문학관, 2006년 10월 6일 방영